# کوچه ژاپنی‌ها
کوچه ژاپنی‌ها یک فیلم درام ایرانی به کارگردانی امیرحسین ثقفی، نویسندگی امیرحسین تقفی و علی اصغری و تهیه‌کنندگی علی‌اکبر ثقفی تولید سال ۱۳۹۸ که در سال ۱۴۰۳ منتشر شد.

## بازیگران
- مجید مظفری
- رضا یزدانی
- شیدا یوسفی
- پیام احمدی‌نیا
- شقایق فراهانی
- علی اوجی
- نیکی مظفری
- فرهاد قائمیان
- محمود نظرعلیان
- تینو صالحی
- یزدان فتوحی
- نفس بازغی
- علی فتحعلی
- حورا میرزابزرگ
- سید مسعود حسینی
- سعید کریمی